# Jaroslav Melichar
Jaroslav Melichar (* 20. listopadu 1949) je bývalý československý fotbalista, záložník. Po skončení aktivní kariéry působil jako fotbalový funkcionář, v roce 2004 byl zvolen předsedou komise rozhodčích ČMFS.

## Fotbalová kariéra
Celou aktivní kariéru s výjimkou vojny v Dukle Banská Bystrica a Dukle Praha hrál za TJ Sklo Union Teplice. Byl členem mládežnických a juniorských reprezentačních výběrů, stal se neoficiálním mistrem Evropy do 18 let a mistrem Evropy do 23 let. Levonohý středový hráč s vybroušenou technikou a tvrdou střelou ze střední vzdálenosti.

## Ligová bilance
| Ročník                                   | Zápasy | Góly | Klub                  |
| ---------------------------------------- | ------ | ---- | --------------------- |
| 1. československá fotbalová liga 1967/68 | 2      | 0    | TJ SU Teplice         |
| 1. československá fotbalová liga 1968/69 | 2      | 0    | Dukla Banská Bystrica |
| 1. československá fotbalová liga 1969/70 | 12     | 2    | Dukla Praha           |
| 1. československá fotbalová liga 1970/71 | 28     | 10   | TJ SU Teplice         |
| 1. československá fotbalová liga 1971/72 | 28     | 6    | TJ SU Teplice         |
| 1. československá fotbalová liga 1972/73 | 30     | 7    | TJ SU Teplice         |
| 1. československá fotbalová liga 1973/74 | 29     | 3    | TJ SU Teplice         |
| 1. československá fotbalová liga 1974/75 | 28     | 3    | TJ SU Teplice         |
| 1. československá fotbalová liga 1975/76 | 29     | 7    | TJ SU Teplice         |
| 1. československá fotbalová liga 1976/77 | 29     | 10   | TJ SU Teplice         |
| 1. československá fotbalová liga 1977/78 | 28     | 6    | TJ SU Teplice         |
| 1. československá fotbalová liga 1978/79 | 30     | 4    | TJ SU Teplice         |
| 1. československá fotbalová liga 1983/84 | 23     | 1    | TJ SU Teplice         |
| CELKEM                                   | 299    | 59   |                       |